# Тај живот мој
Тај живот мој је осми студијски албум певачице Ане Бекуте. Објављен је за ПГП РТС 1995. године као ЦД, ЛП и касета.

## Песме на албуму
| Р.бр. | Песма                    | Музика           | Текст            | Аранжман      |
| ----- | ------------------------ | ---------------- | ---------------- | ------------- |
| 1.    | Не жалим ја              | Злаја Тимотић    | Снежана Кончар   | Злаја Тимотић |
| 2.    | Све воде                 | Злаја Тимотић    | Снежана Кончар   | Злаја Тимотић |
| 3.    | Дуго те није било        | Злаја Тимотић    | Снежана Кончар   | Злаја Тимотић |
| 4.    | Што ме питаш             | Злаја Тимотић    | Снежана Кончар   | Злаја Тимотић |
| 5.    | Горим                    | Craig McLachlan  | Стева Симеуновић | Злаја Тимотић |
| 6.    | Олуја                    | Стева Симеуновић | Стева Симеуновић | Злаја Тимотић |
| 7.    | Тај живот мој            | Стева Симеуновић | Стева Симеуновић | Злаја Тимотић |
| 8.    | И ноћи ме море           | Стева Симеуновић | Стева Симеуновић | Злаја Тимотић |
| 9.    | Хтела сам теби бити жена | ххх              | Снежана Кончар   | Злаја Тимотић |

## Информације о албуму
- Снимано: студио Пинк децембра 1994. и јануара 1995.
- Сниматељ: Злаја Тимотић
- Микс: Злаја Тимотић, Владо Тордај

## Спотови
- Не жалим ја
- Олуја
- Тај живот мој
- Хтела сам теби бити жена